# Philonides
Philonides war ein antiker griechischer Vorname. Namensträger waren u. a.:
- Philonides (Dichter), Dichter der alten attischen Komödie (5. Jahrhundert v. Chr.)
- Philonides von Melite, attischer Politiker und Spottfigur der attischen Komödie (4. Jahrhundert v. Chr.)
- Philonides von Theben, Philosoph, Schüler des Zenon von Kition (3. Jahrhundert v. Chr.)
- Philonides (Erzgießer), Erzgießer in Olympia (um 300 v. Chr.)
- Philonides von Tarent, betrunkener Volksführer in Tarent (281 v. Chr.)
- Philonides aus Laodikeia (um 220 v. Chr.–um 150 v. Chr.), epikureischer Philosoph am Seleukidenhof
- Philonides (Mediziner), griechischer Arzt (2. Hälfte 1. Jahrhundert v. Chr.)